# C1-Inhibiteur
C1-inhibiteur (C1inh) ou inhibiteur de la C1 estérase est un inhibiteur de sérine protéase (serpine), dont la principale fonction est d’inhiber le système du complément. Il circule dans le sang à des concentrations de 0,25-0,45 g/l environ.

## Protéomique
C1inh est le plus gros élément de la famille de protéines « serpine »' (G1). C’est probablement la protéine la plus fortement glycosylée. Point remarquable, elle possède des résidus O-glycosylés, ce qui est inhabituel pour les protéines qui ne sont pas liées à la membrane- (les immunoglobulines IgA1 et IgD en sont d’autres exemples). Une certaine partie de la protéine, la « queue » est hautement glycosylée.

## Génétique
Le gène,  humain du C1-inhibiteur,  SERPING1, est situé sur le onzième chromosome (11q11-q13.1).

## Rôle dans la maladie
Le déficit en cette protéine est lié à l’angio-œdème héréditaire (ou œdème angioneurotique) caractérisé par une vasodilatation et une perméabilité accrue des vaisseaux sanguins. Plus couramment, il se traduit par un gonflement marqué du visage, de la bouche et / ou des voies aériennes, qui se produit spontanément ou en réaction à des facteurs déclenchants mineurs (tels qu’un traumatisme bénin) ; cet œdème peut cependant survenir à tout endroit du corps. Dans 85 % des cas, les taux de C1inh sont faibles, et dans les 15 % restants, la protéine circule en quantités normales, mais elle présente un dysfonctionnement. En complément des épisodes de gonflement du visage et / ou de douleur abdominale, elle prédispose aux maladies auto-immunes, plus particulièrement, le lupus érythémateux, en raison de son effet de consommation sur les facteurs du complément 3 et 4.

## Utilisation thérapeutique

### Dans l’angio-œdème héréditaire
Les patients ayant des crises fréquentes d’angio-œdème peuvent se voir administrer du C1 inhibiteur en prophylaxie. Cette substance peut aussi raccourcir la durée ou diminuer la sévérité des crises.

### Pour les autres états
L’activation de la cascade du complément peut provoquer des lésions cellulaires ; en conséquence, l’inhibition de la cascade du complément peut fonctionner comme un médicament dans certaines conditions. Lorsqu’une personne est victime d’une crise cardiaque par exemple, le manque d’oxygène dans les cellules cardiaques entraîne une nécrose dans les cellules cardiaques : les cellules mourantes laissent échapper leur contenu dans l’environnement extracellulaire, ce qui déclenche la cascade du complément. L’activation de la cascade du complément attire les phagocytes qui libèrent du peroxyde et autres réactifs, ce qui peut accroître les lésions au niveau des cellules cardiaques survivantes. L’inhibition de la cascade du complément peut faire diminuer cette lésion.

### Production
C1-inhibiteur est contenu dans le sang humain ; il peut donc être isolé à partir d’un sang donné. Les concentrations dans le sang humain sont relativement faibles toutefois et C1-inhibiteur d’autres espèces peut provoquer des réactions immunes. Il est également impossible de le produire par la technologie recombinante, étant donné que Escherichia coli (l’organisme le plus couramment utilise à cette fin) ne présente pas la capacité eucaryotique de glycosyler les protéines; comme C1-inh est très fortement glycosylé, cette forme recombinante serait inefficace. Il est cependant possible de produire des protéines glycosylées hautement fonctionnelles en utilisant un système mammifère transgénique.  Pharming Group NV l’a fait pour C1 inhibiteur recombinant humain et ce produit se trouve au stade des études cliniques de phase III, pour les crises aiguës d’angio-œdème héréditaire. Le C1 inhibiteur recombinant humain de Pharming s’est vu également accorder le statut de médicament orphelin pour le retard de fonctionnement du greffon après transplantation d’organe et pour le syndrome de fuite capillaire.

## Aspects commerciaux
Il est commercialisé en France et en Suisse sous les noms de Berinert (inhibiteur de C1 estérase humaine) (avis HAS du 8 juillet 2009), Ruconest (conestat alpha : inhibiteur recombinant de C1 estérase) (avis HAS du 9 mars 2011) et Cinryze (avis HAS du 20 juin 2012). Les spécialités Berinert et Cinryze contiennent le même principe actif (inhibiteur de C1 estérase humaine) mais présentent un procédé de fabrication et des indications différents.